# Politique à Malte

Carte générale de Malte (2013)

La politique à Malte est fortement inspirée du système hérité de la période coloniale britannique. 
L'État insulaire accède à l'indépendance en 1964.
Il devient une république parlementaire en 1974, remplaçant le souverain maltais par un président élu en tant que chef de l'État. 
En 2004, Malte intègre l'Union européenne, mais elle n'est pas membre de l'OTAN, avec qui elle entretient toutefois des relations de coopération.
En 2024, l'archipel maltais, sur un territoire de 318 km2, est riche d'une population d'environ 0,5 million de Maltaises et Maltais.
L'évolution récente de la démographie de Malte (10 000 vers 1630, 100 000 vers 1800, 200 000 vers 1910) est à contextualiser : histoire de Malte, épidémies de peste à Malte, émigration, diaspora, immigration.

## Organisation politique

### Pouvoir exécutif
Le président est élu pour cinq ans par la Chambre des représentants à la majorité absolue. Il nomme le Premier ministre et, sur proposition de celui-ci, les autres membres du cabinet, qui sont responsables devant la Chambre des représentants.

### Pouvoir législatif

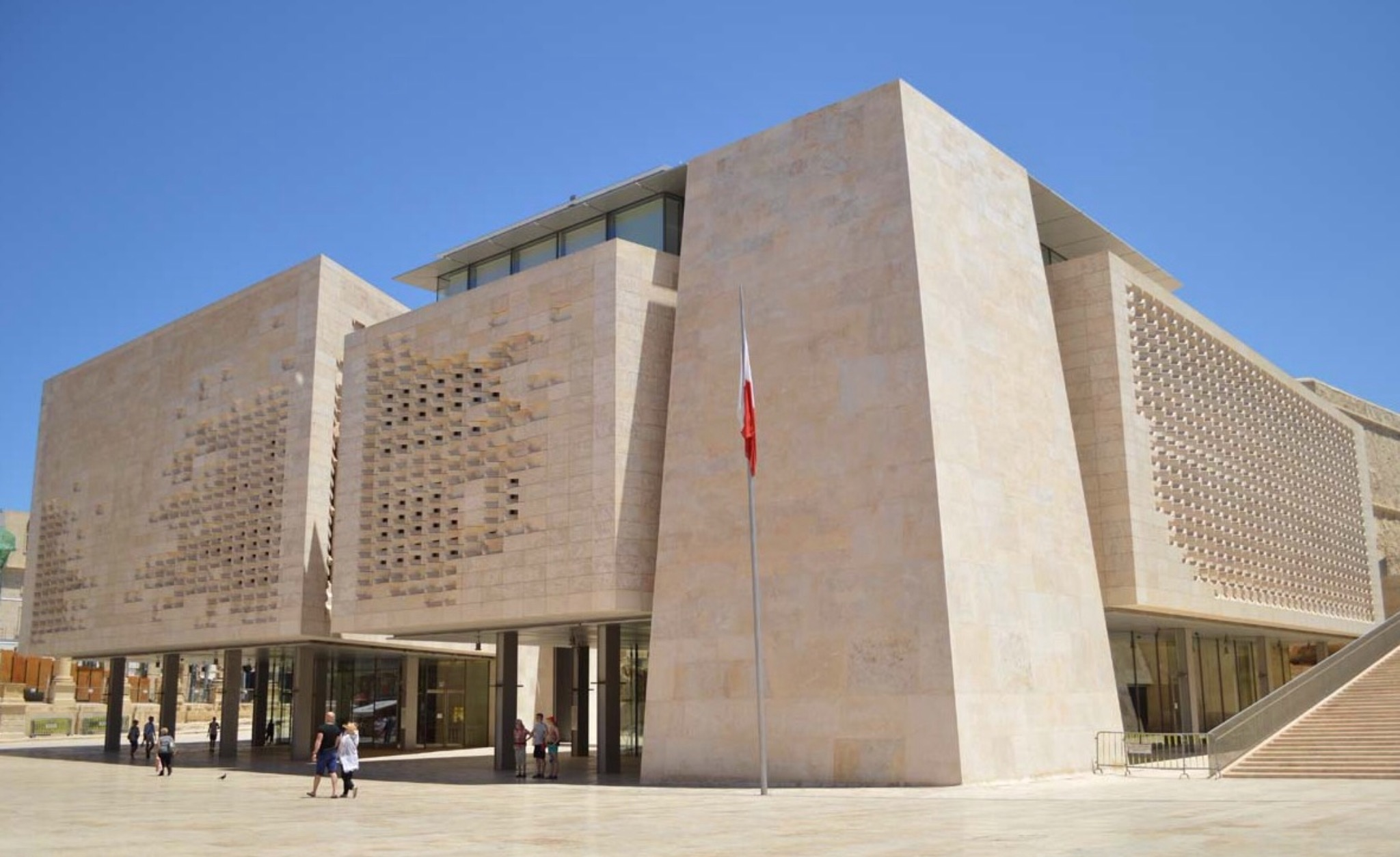
Maison du Parlement.

La Chambre des représentants est le Parlement unicaméral de Malte. Elle compte 65 députés élus pour cinq ans au maximum (il est rare que la législature aille à son terme). Les députés sont élus selon un mode de scrutin proportionnel complexe.

## Situation politique actuelle
Depuis les dernières élections législatives en 2022, la Chambre des représentants est dominée par le Parti travailliste (PL, social-démocrate europhile), qui compte 43 députés. Le parti d'opposition au Parlement est le Parti nationaliste (PN, centre-droit libéral) qui compte 35 députés.
L'actuelle présidente est Myriam Spiteri Debono, depuis le 4 avril 2024, et le Premier ministre est Robert Abela, depuis le 13 janvier 2020. Le poste de Premier ministre est occupé précédemment par Joseph Muscat, du Parti travailliste, de 2013 à 2020.